# Organização do Tratado de Cooperação Amazônica
A Organização do Tratado de Cooperação Amazônica (OTCA) é uma organização internacional, constituída por oito países-membros da América do Sul que possuem o bioma amazônico, sendo o único bloco socioambiental de países dedicado à Amazônia.

## História
A OTCA surgiu em decorrência do Tratado de Cooperação Amazônica, que foi assinado em 3 de julho de 1978. Os objetivos do Tratado são a preservação do meio ambiente e o uso racional dos recursos naturais da Amazônia. Em dezembro de 1995, os oito Países Membros decidiram criar a OTCA e em março de 2003 estabeleceram a Secretaria Permanente da OTCA, para fortalecer e implementar os objetivos do Tratado.
A OTCA tem a convicção de que a Amazônia constitui uma reserva estratégica e que suas particularidades a tornam única e uma das mais ricas do planeta. Um dos objetivos fundamentais da OTCA é promover o desenvolvimento harmônico da Amazônia, por meio da coordenação, desenvolvimento, promoção e execução de programas, projetos e atividades. As áreas de ação com as quais os países definiram para trabalhar estão intimamente ligadas aos tesouros que a Amazônia possui e à necessidade de conservá-los e garantir sua gestão integral.
Entre seus principais eixos de trabalho estão:
- A proteção, conservação e gestão sustentável das florestas e da biodiversidade.
- A inclusão e participação de povos indígenas e comunidades tribais na gestão de seus recursos e na proteção de seus conhecimentos tradicionais.
- Gestão integrada e uso sustentável dos recursos hídricos como recurso estratégico. Além disso, os recursos hídricos transfronteiriços fazem parte dos ecossistemas, da sociedade e são essenciais em todos os setores da atividade humana.
- Melhorar a qualidade de vida das populações amazônicas e promover ações necessárias que, de forma inclusiva, contribuam para a melhoria da saúde na região.
- Gestão do conhecimento e troca de informações.
- Ações conjuntas para fazer frente aos impactos das mudanças climáticas na região.

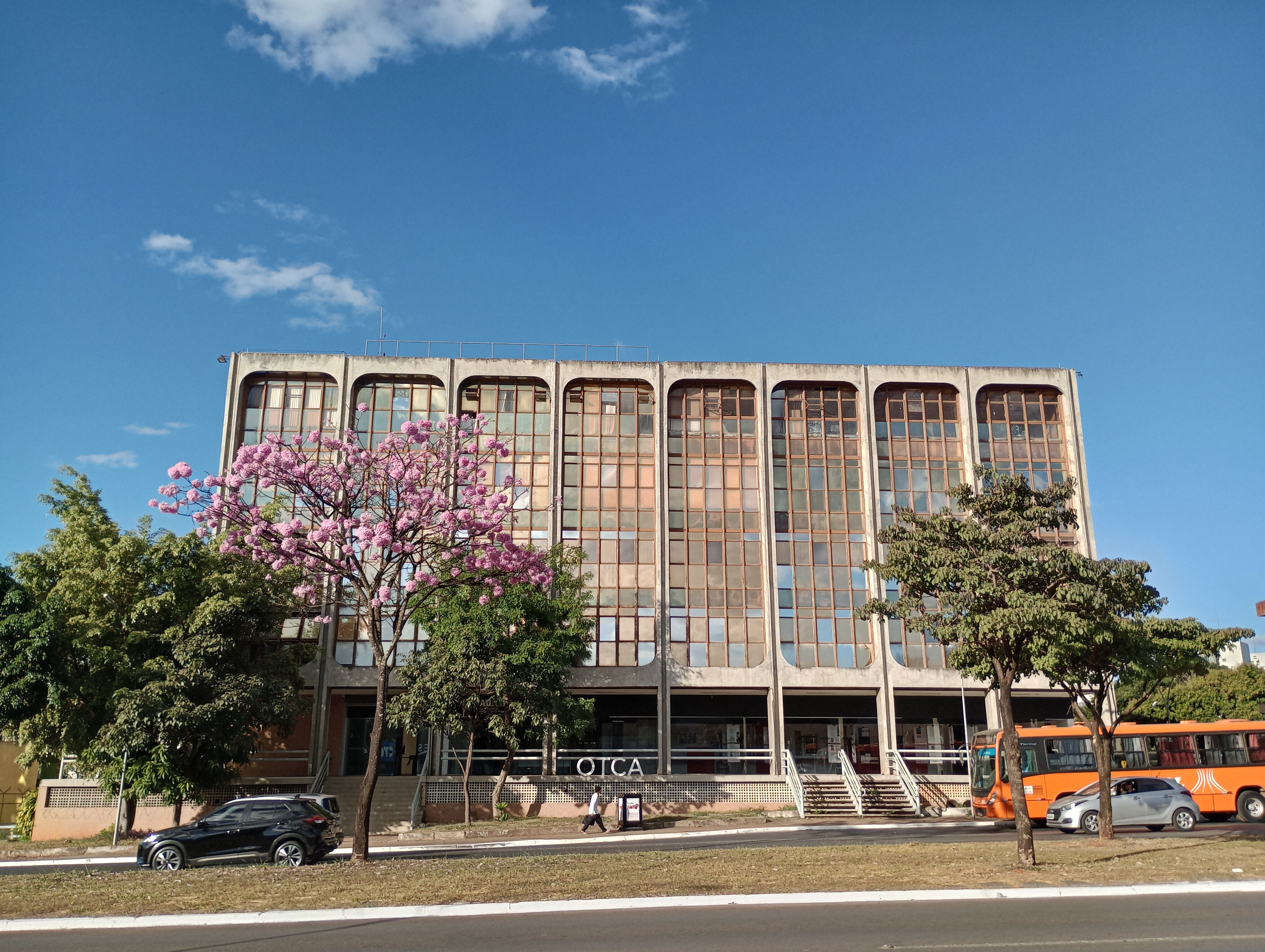
Sede da Secretaria Permanente da OTCA em Brasília

Para este trabalho e execução conjunta de ações, os países estão comprometidos financeiramente, porém, para uma abrangência maior em sua área geográfica, a OTCA procura o financiamento com aliados e parceiros estratégicos, para alcançar um maior impacto com efeitos multiplicadores para seus habitantes e para a natureza.
A Agenda 2030 para o Desenvolvimento Sustentável, entre outros acordos internacionais, é um dos elementos que se integram às ações definidas como parte da estratégia de trabalho da OTCA.

## Integrantes
A organização é constituída por oito estados-membros:
- Bolívia
- Brasil
- Colômbia
- Equador
- Guiana
- Peru
- Suriname
- Venezuela

## Saúde na região amazônica
A OTCA desenvolveu o Programa de Vigilância em Saúde Ambiental para a Região Amazônica (PVSA) de 2008 a 2014. O programa foi realizado em 4 pontos-pilotos de trabalho fronteiriço para a vigilância em saúde ambiental: Iñapari (Peru) com Assis (Brasil), Cobija (Bolívia) com Epitaciolândia (Brasil), Guajaramerín (Bolívia) com Guajará-Mirim (Brasil) e Leticia (Colômbia) com Tabatinga (Brasil). 
O PVSA teve como objetivo de "fortalecer os sistemas de vigilância em saúde ambiental na Amazônia em temas prioritários em saúde como a qualidade da água para consumo humano, gestão de resíduos, riscos à saúde devido a substâncias químicas, doenças transmitidas por vetores e desastres". O relatório final do programa indica três prioridades na temática de saúde ambiental: (1) doenças tropicais negligenciadas, (2) efeitos do mercúrio nas populações (que afeta principalmente as regiões de garimpo) e (3) emergências e desastres de saúde e vigilância de fatores de risco.

## Observatório Regional Amazônico (ORA)
Inaugurado em 10 de novembro de 2021, o ORA é um centro de referência sobre a Amazônia que promove o fluxo e a troca de informações entre instituições, autoridades governamentais, comunidade científica e sociedade civil dos países da OTCA. Tem como missão recolher, processar, organizar e divulgar informação oficial abrangente e internacionalmente comparável entre os países-membros, com o intuito de fornecer serviços de informação acordados com as instituições públicas nacionais competentes, mediante pedido e aprovação, para o estudo e desenvolvimento da região amazônica. 
O ORA atua particularmente em seis módulos temáticos, que fazem parte da Agenda Estratégica de Cooperação Amazônica: Convenção sobre o Comércio Internacional das Espécies Silvestres Ameaçadas de Extinção (CITES); Biodiversidade; Florestas; Recursos hídricos; Povos indígenas e Mudança climática.
A página virtual do ORA, disponível em espanhol, inglês e português, oferece acesso público a informes anuais e relatórios técnicos, bem como ao módulo CITES.

## Antecedentes à COP-30
Em 2023, como preparação à conferência COP-30 que ocorrerá no Brasil, ocorrem na cidade brasileira de Belém do Pará diversos debates de entidades governamentais e não governamentais de países Pan-Amazônicos sobre: Amazônia, mudança climática, sustentabilidade e meio ambiente.

### Cúpula da Amazônia
A Cúpula da Amazônia foi realizada em agosto de 2023 com objetivo de iniciar uma nova etapa de cooperação, com a adoção de uma política de desenvolvimento sustentável para a Amazônia entre os Estados-Membros da OTCA, a definição de um compromisso de cooperação pelo desenvolvimento sustentável e o fortalecimento das relações entre as entidades governamentais e civis da região. Ao final do evento, representantes dos oito países amazônicos assinaram a Declaração de Belém, que ratifica a OTCA como "a única instância de coordenação intergovernamental dos oito países amazônicos para o desenvolvimento conjunto de projetos e ações que produzam resultados equitativos e benéficos para os países amazônicos" e consolida uma agenda para a região.

### Inovação, Finanças & Natureza
O evento Inovação, Finanças & Natureza, organizado pelo Consórcio Interestadual da Amazônia Legal e realizado na Estação das Docas, com o debate de temas da bioeconomia, usando os resultados obtidos na Cúpula.